# Sääreots
Sääreots är en udde i Estland. Den utgör ön Moons västligaste punkt. Den ligger i landskapet Saaremaa (Ösel), i den västra delen av landet, 130 km sydväst om huvudstaden Tallinn. Utanför udden, åt nordväst, ligger ön Kõinastu laid. På andra sidan Lillsund, åt sydväst, ligger Ösel. Hela halvön benämns Sääre poolsaar.